# Фомино (Свердловская область)
Фомино — село в Сысертском районе Свердловской области России. Входит в Сысертский муниципальный округ.
Ранее входило в состав Ключевского сельсовета Сысертского района.

## Население
| 2002 | 2010 | 2021 |
| ---- | ---- | ---- |
| 110  | ↘94  | ↗153 |

## География
Фомино расположено на открытой местности, на правом берегу реки Исети, в 4 километрах выше по течению Двуреченска. Село находится к северо-востоку от Екатеринбурга и в 19 километрах на северо-восток от города Сысерти (в 22 километрах по дороге).

## Инфраструктура
В Фомине работают фельдшерский пункт и магазин.
Добраться до села можно на автобусе из Сысерти.